# Élections législatives de 2022 en Maine-et-Loire
Les élections législatives françaises de 2022 se déroulent les 12 et 19 juin 2022. Dans le Maine-et-Loire, sept députés sont à élire dans le cadre de sept circonscriptions.

## Contexte politique

### Résultats de l'élection présidentielle de 2022 par circonscription
| Circonscription         | 1er tour | 1er tour | 1er tour  | 1er tour | 1er tour | 1er tour | 1er tour |        | 2d tour | 2d tour |
| Circonscription         | Macron   | Le Pen   | Mélenchon | Zemmour  | Pécresse | Jadot    | Lassalle | Macron | Le Pen  |         |
| ----------------------- | -------- | -------- | --------- | -------- | -------- | -------- | -------- | ------ | ------- | ------- |
| Circonscription         |          |          |           |          |          |          |          |        |         |         |
| 1re                     | 34,9 %   | 15,8 %   | 21,9 %    | 5,7 %    | 5,2 %    | 7,4 %    | -        |        | 71,7 %  | 28,3 %  |
| 2e                      | 35,1 %   | 16,8 %   | 21,7 %    | 4,7 %    | 4,7 %    | 6,9 %    | 2,3 %    |        | 70,8 %  | 29,2 %  |
| 3e                      | 29,8 %   | 29,4 %   | 15,7 %    | 5,2 %    | 4,8 %    | 4,4 %    | 2,8 %    |        | 53,7 %  | 46,3 %  |
| 4e                      | 34,1 %   | 25,1 %   | 15 %      | 5,6 %    | 5,2 %    | 4,9 %    | 2,9 %    |        | 59,8 %  | 40,2 %  |
| 5e                      | 40,2 %   | 18,4 %   | 16,3 %    | 4,5 %    | 4,9 %    | 5,7 %    | 2,5 %    |        | 70,1 %  | 29,9 %  |
| 6e                      | 37,7 %   | 19,5 %   | 17,5 %    | 4,2 %    | 4,6 %    | 6,1 %    | 2,8 %    |        | 68,4 %  | 31,6 %  |
| 7e                      | 36,4 %   | 19,2 %   | 18,6 %    | 4,7 %    | 4,9 %    | 6,4 %    | 2,3 %    |        | 68,2 %  | 31,8 %  |
|                         |          |          |           |          |          |          |          |        |         |         |
| Ensemble du département | 35,59 %  | 20,26 %  | 18,27 %   | 4,92 %   | 4,88 %   | 6,04 %   | 2,50 %   |        | 66,53 % | 33,47 % |

## Système électoral
Les élections législatives ont lieu au scrutin uninominal majoritaire à deux tours dans des circonscriptions uninominales.
Est élu au premier tour le candidat qui réunit la majorité absolue des suffrages exprimés et un nombre de voix au moins égal au quart (25 %) des électeurs inscrits dans la circonscription. Si aucun des candidats ne satisfait ces conditions, un second tour est organisé entre les candidats ayant réuni un nombre de voix au moins égal à un huitième des inscrits (12,5 %) ; les deux candidats arrivés en tête du premier tour se maintiennent néanmoins par défaut si un seul ou aucun d'entre eux n'a atteint ce seuil. Au second tour, le candidat arrivé en tête est déclaré élu.
Le seuil de qualification basé sur un pourcentage du total des inscrits et non des suffrages exprimés rend plus difficile l'accès au second tour lorsque l'abstention est élevée. Le système permet en revanche l'accès au second tour de plus de deux candidats si plusieurs d'entre eux franchissent le seuil de 12,5 % des inscrits. Les candidats en lice au second tour peuvent ainsi être trois, un cas de figure appelé « triangulaire ». Les second tours où s'affrontent quatre candidats, appelés « quadrangulaire » sont également possibles, mais beaucoup plus rares.

### Partis et nuances
Les résultats des élections sont publiées en France par le ministère de l'Intérieur, qui classe les partis en leur attribuant des nuances politiques. Ces dernières sont décidées par les préfets, qui les attribuent indifféremment de l'étiquette politique déclarée par les candidats, qui peut être celle d'un parti ou une candidature sans étiquette.
Seules les coalitions Ensemble (ENS) et Nouvelle Union populaire écologique et sociale (NUPES), ainsi que le Parti radical de gauche (RDG), l'Union des démocrates et indépendants (UDI), Les Républicains (LR), le Rassemblement national (RN) et Reconquête (REC) se voient attribuer en juin 2022 des nuances propres,,.
Tous les autres partis se voient attribués l'une ou l'autre des nuances suivantes : DXG (divers extrême gauche), DVG (divers gauche), ECO (écologiste), REG (régionaliste), DVC (divers centre), DVD (divers droite), DSV (droite souverainiste) et DXD (divers extrême droite). Des partis comme Debout la France ou Lutte ouvrière ne disposent ainsi pas de nuances propres, et leurs résultats nationaux ne sont pas publiés séparément par le ministère, car mélangés avec d'autres partis (respectivement dans les nuances DSV et DXG),.

## Résultats

### Élus
| Circonscription                                 | Député sortant      | Parti ou nuance | Parti ou nuance | Groupe | Député élu ou réélu | Parti ou nuance | Parti ou nuance | Groupe |
| ----------------------------------------------- | ------------------- | --------------- | --------------- | ------ | ------------------- | --------------- | --------------- | ------ |
| 1re                                             | Matthieu Orphelin * |                 | ECO             | NI     | François Gernigon   |                 | HOR             | HOR    |
| 2e                                              | Stella Dupont       |                 | EC - LREM       | LREM   | Stella Dupont       |                 | EC - LREM       | RE     |
| 3e                                              | Anne-Laure Blin     |                 | LR              | LR     | Anne-Laure Blin     |                 | LR              | LR     |
| 4e                                              | Laetitia Saint-Paul |                 | LREM            | LREM   | Laetitia Saint-Paul |                 | LREM            | RE     |
| 5e                                              | Denis Masséglia     |                 | LREM            | LREM   | Denis Masséglia     |                 | LREM            | RE     |
| 6e                                              | Nicole Dubré-Chirat |                 | LREM            | LREM   | Nicole Dubré-Chirat |                 | LREM            | RE     |
| 7e                                              | Philippe Bolo       |                 | MoDem           | RE     | Philippe Bolo       |                 | MoDem           | DEM    |
| * député sortant ne se représentant pas en 2022 |                     |                 |                 |        |                     |                 |                 |        |

### Résultats à l'échelle du département

#### Résultats par coalition
| Parti et coalition                                           | Parti et coalition                                           | Parti et coalition                      | Premier tour | Premier tour | Premier tour | Second tour   | Second tour   | Second tour | Total Sièges  | +/-           |  |
| Parti et coalition                                           | Parti et coalition                                           | Parti et coalition                      | Voix         | %            | Sièges       | Voix          | %             | Sièges      | Total Sièges  | +/-           |  |
| ------------------------------------------------------------ | ------------------------------------------------------------ | --------------------------------------- | ------------ | ------------ | ------------ | ------------- | ------------- | ----------- | ------------- | ------------- |  |
|                                                              |                                                              | La République en marche (LREM)          | 46 735       | 16,58        | 0            | 63 924        | 24,44         | 3           | 3             | 2             |  |
|                                                              | En commun - La république en marche (EC - LREM)              | 18 538                                  | 6,58         | 0            | 25 005       | 9,56          | 1             | 1           | Nv            |               |  |
|                                                              | Mouvement démocrate (MoDem)                                  | 16 333                                  | 5,80         | 0            | 20 865       | 7,98          | 1             | 1           | en stagnation |               |  |
|                                                              | Horizons (H)                                                 | 15 381                                  | 5,46         | 0            | 22 724       | 8,69          | 1             | 1           | Nv            |               |  |
| Total Ensemble (ENS)                                         | Total Ensemble (ENS)                                         | 96 987                                  | 34,42        | 0            | 132 518      | 50,66         | 6             | 6           | en stagnation |               |  |
|                                                              |                                                              | La France insoumise (LFI)               | 34 294       | 12,17        | 0            | 49 695        | 19,00         | 0           | 0             | en stagnation |  |
|                                                              | Génération.s (G.s)                                           | 13 163                                  | 4,67         | 0            | 18 207       | 6,96          | 0             | 0           | Nv            |               |  |
|                                                              | Parti socialiste (PS)                                        | 12 136                                  | 4,31         | 0            | 16 692       | 6,38          | 0             | 0           | en stagnation |               |  |
|                                                              | Parti communiste français (PCF)                              | 8 544                                   | 3,03         | 0            | 13 093       | 5,01          | 0             | 0           | en stagnation |               |  |
|                                                              | Révolution écologique pour le vivant (REV)                   | 7 803                                   | 2,77         | 0            | 12 342       | 4,72          | 0             | 0           | Nv            |               |  |
| Total Nouvelle Union populaire écologique et sociale (NUPES) | Total Nouvelle Union populaire écologique et sociale (NUPES) | 75 940                                  | 26,95        | 0            | 110 029      | 42,07         | 0             | 0           | en stagnation |               |  |
|                                                              | Rassemblement national (RN)                                  | Rassemblement national (RN)             | 43 794       | 15,54        | 0            |               |               |             | 0             | en stagnation |  |
|                                                              |                                                              | Les Républicains (LR)                   | 17 328       | 6,15         | 0            | 19 020        | 7,27          | 1           | 1             | en stagnation |  |
|                                                              | Sans étiquette                                               | 6 472                                   | 2,30         | 0            |              |               |               | 0           | en stagnation |               |  |
|                                                              | Union des démocrates et indépendants (UDI)                   | 2 833                                   | 1,01         | 0            | 0            | en stagnation |               |             |               |               |  |
| Total Union de la droite et du centre (UDC)                  | Total Union de la droite et du centre (UDC)                  | 26 633                                  | 9,45         | 0            | 19 020       | 7,27          | 1             | 1           | en stagnation |               |  |
|                                                              |                                                              | Reconquête (REC)                        | 8 275        | 2,94         | 0            |               |               |             | 0             | Nv            |  |
|                                                              | Via, la voie du peuple (VIA)                                 | 1 887                                   | 0,67         | 0            | 0            | en stagnation |               |             |               |               |  |
| Total Reconquête et alliés (REC)                             | Total Reconquête et alliés (REC)                             | 10 162                                  | 3,61         | 0            | 0            | en stagnation |               |             |               |               |  |
|                                                              |                                                              | Alliance centriste (AC)                 | 5 550        | 1,97         | 0            | 0             | Nv            |             |               |               |  |
| Total Les écologistes avec la majorité présidentielle (ÉMP)  | Total Les écologistes avec la majorité présidentielle (ÉMP)  | 5 550                                   | 1,97         | 0            | 0            | Nv            |               |             |               |               |  |
|                                                              |                                                              | Debout la France (DLF)                  | 3 500        | 1,24         | 0            | 0             | en stagnation |             |               |               |  |
|                                                              | Les Patriotes (LP)                                           | 543                                     | 0,19         | 0            | 0            | Nv            |               |             |               |               |  |
| Total Union pour la France (UPF)                             | Total Union pour la France (UPF)                             | 4 043                                   | 1,43         | 0            | 0            | en stagnation |               |             |               |               |  |
|                                                              | Lutte ouvrière (LO)                                          | Lutte ouvrière (LO)                     | 3 821        | 1,36         | 0            | 0             | en stagnation |             |               |               |  |
|                                                              | Écologie au centre (ÉAC)                                     | Écologie au centre (ÉAC)                | 3 098        | 1,10         | 0            | 0             | en stagnation |             |               |               |  |
|                                                              |                                                              | Gauche républicaine et socialiste (GRS) | 2 748        | 0,98         | 0            | 0             | Nv            |             |               |               |  |
| Total Fédération de la gauche républicaine (FGR)             | Total Fédération de la gauche républicaine (FGR)             | 2 748                                   | 0,98         | 0            | 0            | Nv            |               |             |               |               |  |
|                                                              | Dissidents Ensemble                                          | Dissidents Ensemble                     | 2 150        | 0,76         | 0            | 0             | en stagnation |             |               |               |  |
|                                                              | Le Mouvement de la ruralité (LMR)                            | Le Mouvement de la ruralité (LMR)       | 1 806        | 0,64         | 0            | 0             | Nv            |             |               |               |  |
|                                                              | Résistons (RES)                                              | Résistons (RES)                         | 1 735        | 0,62         | 0            | 0             | Nv            |             |               |               |  |
|                                                              | Parti du vote blanc (PVB)                                    | Parti du vote blanc (PVB)               | 1 134        | 0,40         | 0            | 0             | Nv            |             |               |               |  |
|                                                              | Parti animaliste (PA)                                        | Parti animaliste (PA)                   | 1 036        | 0,37         | 0            | 0             | en stagnation |             |               |               |  |
|                                                              | Parti radical de gauche (PRG)                                | Parti radical de gauche (PRG)           | 954          | 0,34         | 0            | 0             | en stagnation |             |               |               |  |
|                                                              | Décroissance Élections (DÉ)                                  | Décroissance Élections (DÉ)             | 209          | 0,07         | 0            | 0             | en stagnation |             |               |               |  |
|                                                              |                                                              |                                         |              |              |              |               |               |             |               |               |  |
| Suffrages exprimés                                           | Suffrages exprimés                                           | Suffrages exprimés                      | 281 800      | 97,33        |              | 261 567       | 93,24         |             |               |               |  |
| Votes blancs                                                 | Votes blancs                                                 | Votes blancs                            | 5 697        | 1,97         | 13 365       | 4,76          |               |             |               |               |  |
| Votes nuls                                                   | Votes nuls                                                   | Votes nuls                              | 2 038        | 0,70         | 5 603        | 2,00          |               |             |               |               |  |
| Total                                                        | Total                                                        | Total                                   | 289 535      | 100          | 0            | 280 535       | 100           | 7           | 7             | en stagnation |  |
| Abstentions                                                  | Abstentions                                                  | Abstentions                             | 301 940      | 51,05        |              | 311 072       | 52,58         |             |               |               |  |
| Inscrits/Participation                                       | Inscrits/Participation                                       | Inscrits/Participation                  | 591 475      | 48,95        | 591 607      | 47,42         |               |             |               |               |  |

#### Résultats par nuance
| Nuance                 | Nuance                                         | Nuance                 | Premier tour | Premier tour | Premier tour | Second tour | Second tour   | Second tour | Total Sièges | +/-           |  |
| Nuance                 | Nuance                                         | Nuance                 | Voix         | %            | Sièges       | Voix        | %             | Sièges      | Total Sièges | +/-           |  |
| ---------------------- | ---------------------------------------------- | ---------------------- | ------------ | ------------ | ------------ | ----------- | ------------- | ----------- | ------------ | ------------- |  |
|                        | Ensemble !                                     | ENS                    | 96 987       | 34,42        | 0            | 132 518     | 50,66         | 6           | 6            | en stagnation |  |
|                        | Nouvelle Union populaire écologique et sociale | NUP                    | 75 940       | 26,95        | 0            | 110 029     | 42,07         | 0           | 0            | en stagnation |  |
|                        | Rassemblement national                         | RN                     | 43 794       | 15,54        | 0            |             |               |             | 0            | en stagnation |  |
|                        | Les Républicains                               | LR                     | 17 328       | 6,15         | 0            | 19 020      | 7,27          | 1           | 1            | en stagnation |  |
|                        | Reconquête                                     | REC                    | 10 162       | 3,61         | 0            |             |               |             | 0            | Nv            |  |
|                        | Divers droite                                  | DVD                    | 8 278        | 2,94         | 0            | 0           | en stagnation |             |              |               |  |
|                        | Divers centre                                  | DVC                    | 7 700        | 2,73         | 0            | 0           | Nv            |             |              |               |  |
|                        | Ecologistes                                    | ECO                    | 4 343        | 1,54         | 0            | 0           | en stagnation |             |              |               |  |
|                        | Droite souverainiste                           | DSV                    | 4 043        | 1,43         | 0            | 0           | en stagnation |             |              |               |  |
|                        | Divers extrême gauche                          | DXG                    | 3 821        | 1,36         | 0            | 0           | en stagnation |             |              |               |  |
|                        | Divers                                         | DIV                    | 2 869        | 1,02         | 0            | 0           | en stagnation |             |              |               |  |
|                        | Union des démocrates et indépendants           | UDI                    | 2 833        | 1,01         | 0            | 0           | en stagnation |             |              |               |  |
|                        | Divers gauche                                  | DVG                    | 2 748        | 0,98         | 0            | 0           | Nv            |             |              |               |  |
|                        | Parti radical de gauche                        | RDG                    | 954          | 0,34         | 0            | 0           | en stagnation |             |              |               |  |
|                        |                                                |                        |              |              |              |             |               |             |              |               |  |
| Suffrages exprimés     | Suffrages exprimés                             | Suffrages exprimés     | 281 800      | 97,33        |              | 261 567     | 93,24         |             |              |               |  |
| Votes blancs           | Votes blancs                                   | Votes blancs           | 5 697        | 1,97         | 13 365       | 4,76        |               |             |              |               |  |
| Votes nuls             | Votes nuls                                     | Votes nuls             | 2 038        | 0,70         | 5 603        | 2,00        |               |             |              |               |  |
| Total                  | Total                                          | Total                  | 289 535      | 100          | 0            | 280 535     | 100           | 7           | 7            | en stagnation |  |
| Abstentions            | Abstentions                                    | Abstentions            | 301 940      | 51,05        |              | 311 072     | 52,58         |             |              |               |  |
| Inscrits/Participation | Inscrits/Participation                         | Inscrits/Participation | 591 475      | 48,95        | 591 607      | 47,42       |               |             |              |               |  |

### Cartes

Nuance politique des candidats arrivés en tête dans chaque commune au 1er tour.
Nuance politique des candidats arrivés en tête dans chaque commune au 2e tour.

### Résultats par circonscription

#### Première circonscription
Député sortant : Matthieu Orphelin (Écologiste), qui ne se représente pas.
| Candidat                 | Candidat                 | Parti et coalition       | Nuance                   | Premier tour | Premier tour | Second tour | Second tour |
| Candidat                 | Candidat                 | Parti et coalition       | Nuance                   | Voix         | %            | Voix        | %           |
| ------------------------ | ------------------------ | ------------------------ | ------------------------ | ------------ | ------------ | ----------- | ----------- |
|                          | François Gernigon        | H (ENS)                  | ENS                      | 15 381       | 34,90        | 22 724      | 55,52       |
|                          | Arash Saeidi             | G·s (NUPES)              | NUP                      | 13 163       | 29,87        | 18 207      | 44,48       |
|                          | Gabriel de Chabot        | RN                       | RN                       | 5 484        | 12,44        |             |             |
|                          | Roch Brancour            | LR (UDC)                 | LR                       | 4 508        | 10,23        |             |             |
|                          | David Cayla              | GRS (FGR)                | DVG                      | 2 748        | 6,24         |             |             |
|                          | Tristan Bovier-Lapierre  | REC                      | REC                      | 1 631        | 3,70         |             |             |
|                          | Sulyvan Benoit           | PA                       | ECO                      | 613          | 1,39         |             |             |
|                          | Marie-Louise Dupas       | LO                       | DXG                      | 544          | 1,23         |             |             |
|                          |                          |                          |                          |              |              |             |             |
| Votes valides            | Votes valides            | Votes valides            | Votes valides            | 44 072       | 97,92        | 40 931      | 93,94       |
| Votes blancs             | Votes blancs             | Votes blancs             | Votes blancs             | 709          | 1,58         | 1 950       | 4,48        |
| Votes nuls               | Votes nuls               | Votes nuls               | Votes nuls               | 228          | 0,51         | 691         | 1,59        |
| Total                    | Total                    | Total                    | Total                    | 45 009       | 100          | 43 572      | 100         |
| Abstention               | Abstention               | Abstention               | Abstention               | 42 997       | 48,86        | 44 445      | 50,50       |
| Inscrits / participation | Inscrits / participation | Inscrits / participation | Inscrits / participation | 88 006       | 51,14        | 88 017      | 49,50       |

#### Deuxième circonscription
Députée sortante : Stella Dupont (En Commun - La République en marche).
| Candidat                 | Candidat                 | Parti et coalition       | Nuance                   | Premier tour | Premier tour | Second tour | Second tour |
| Candidat                 | Candidat                 | Parti et coalition       | Nuance                   | Voix         | %            | Voix        | %           |
| ------------------------ | ------------------------ | ------------------------ | ------------------------ | ------------ | ------------ | ----------- | ----------- |
|                          | Stella Dupont            | EC - LREM (ENS)          | ENS                      | 18 538       | 39,72        | 25 005      | 56,76       |
|                          | Caroline Bessat          | LFI (NUPES)              | NUP                      | 13 659       | 29,27        | 19 050      | 43,24       |
|                          | Anne-Sophie Le Menac'h   | RN                       | RN                       | 5 735        | 12,29        |             |             |
|                          | Inès Henno               | UDI (UDC)                | UDI                      | 2 833        | 6,07         |             |             |
|                          | Jean-Charles Baudoin     | EAC                      | ECO                      | 1 723        | 3,69         |             |             |
|                          | Aurélie Grenier          | REC                      | REC                      | 1 647        | 3,53         |             |             |
|                          | Miguel Lys               | RES                      | DIV                      | 627          | 1,34         |             |             |
|                          | Blandine Granier         | PVB                      | DIV                      | 583          | 1,25         |             |             |
|                          | Philippe Lebrun          | LO                       | DXG                      | 569          | 1,22         |             |             |
|                          | Fabrice Le Sourd         | LP (UPF)                 | DSV                      | 543          | 1,16         |             |             |
|                          | Simon Moulin             | DÉ                       | ECO                      | 209          | 0,45         |             |             |
|                          |                          |                          |                          |              |              |             |             |
| Votes valides            | Votes valides            | Votes valides            | Votes valides            | 46 666       | 97,73        | 44 055      | 93,91       |
| Votes blancs             | Votes blancs             | Votes blancs             | Votes blancs             | 812          | 1,70         | 2 007       | 4,28        |
| Votes nuls               | Votes nuls               | Votes nuls               | Votes nuls               | 270          | 0,57         | 850         | 1,81        |
| Total                    | Total                    | Total                    | Total                    | 47 748       | 100          | 46 912      | 100         |
| Abstention               | Abstention               | Abstention               | Abstention               | 46 268       | 49,21        | 47 123      | 50,11       |
| Inscrits / participation | Inscrits / participation | Inscrits / participation | Inscrits / participation | 94 016       | 50,79        | 94 035      | 49,89       |

#### Troisième circonscription
Députée sortante : Anne-Laure Blin (Les Républicains)
| Candidat                 | Candidat                 | Parti et coalition       | Nuance                   | Premier tour | Premier tour | Second tour | Second tour |
| Candidat                 | Candidat                 | Parti et coalition       | Nuance                   | Voix         | %            | Voix        | %           |
| ------------------------ | ------------------------ | ------------------------ | ------------------------ | ------------ | ------------ | ----------- | ----------- |
|                          | Anne-Laure Blin          | LR (UDC)                 | LR                       | 8 328        | 24,73        | 19 020      | 60,65       |
|                          | Véronique Roudévitch,    | RÉV (NUPES)              | NUP                      | 7 803        | 23,18        | 12 342      | 39,35       |
|                          | Bernard Lahondès         | RN                       | RN                       | 7 411        | 22,01        |             |             |
|                          | Simon Holley             | LREM (ENS)               | ENS                      | 7 290        | 21,65        |             |             |
|                          | Charles Babinet          | REC                      | REC                      | 983          | 2,92         |             |             |
|                          | David Robert             | PRG                      | RDG                      | 954          | 2,83         |             |             |
|                          | Sylvie Baveret-André     | DLF (UPF)                | DSV                      | 483          | 1,43         |             |             |
|                          | Patricia Peillon         | LO                       | DXG                      | 417          | 1,24         |             |             |
|                          |                          |                          |                          |              |              |             |             |
| Votes valides            | Votes valides            | Votes valides            | Votes valides            | 33 669       | 97,32        | 31 362      | 93,14       |
| Votes blancs             | Votes blancs             | Votes blancs             | Votes blancs             | 676          | 1,95         | 1 730       | 5,14        |
| Votes nuls               | Votes nuls               | Votes nuls               | Votes nuls               | 251          | 0,73         | 579         | 1,72        |
| Total                    | Total                    | Total                    | Total                    | 34 596       | 100          | 33 671      | 100         |
| Abstention               | Abstention               | Abstention               | Abstention               | 37 968       | 52,32        | 38 912      | 53,61       |
| Inscrits / participation | Inscrits / participation | Inscrits / participation | Inscrits / participation | 72 564       | 47,68        | 72 583      | 46,39       |

#### Quatrième circonscription
Députée sortante : Laetitia Saint-Paul (La République en marche).
| Candidat                 | Candidat                 | Parti et coalition       | Nuance                   | Premier tour | Premier tour | Second tour | Second tour |
| Candidat                 | Candidat                 | Parti et coalition       | Nuance                   | Voix         | %            | Voix        | %           |
| ------------------------ | ------------------------ | ------------------------ | ------------------------ | ------------ | ------------ | ----------- | ----------- |
|                          | Laetitia Saint-Paul      | LREM (ENS)               | ENS                      | 14 298       | 38,63        | 19 913      | 60,33       |
|                          | Caroline Rabault,        | PCF (NUPES)              | NUP                      | 8 544        | 23,09        | 13 093      | 39,67       |
|                          | Patrick Morineau         | RN                       | RN                       | 7 308        | 19,75        |             |             |
|                          | Régine Catin             | LR (UDC)                 | LR                       | 2 598        | 7,02         |             |             |
|                          | Charles-Henri Jamin,     | VIA                      | REC                      | 1 887        | 5,10         |             |             |
|                          | Gérard Hervé             | LMR                      | DVD                      | 830          | 2,24         |             |             |
|                          | Nicolas Deveaux          | PVB                      | DIV                      | 551          | 1,49         |             |             |
|                          | Sylvie Geret             | LO                       | DXG                      | 508          | 1,37         |             |             |
|                          | Christelle Lequet        | DLF (UPF)                | DSV                      | 487          | 1,32         |             |             |
|                          |                          |                          |                          |              |              |             |             |
| Votes valides            | Votes valides            | Votes valides            | Votes valides            | 37 011       | 97,44        | 33 006      | 91,79       |
| Votes blancs             | Votes blancs             | Votes blancs             | Votes blancs             | 721          | 1,90         | 2 120       | 5,90        |
| Votes nuls               | Votes nuls               | Votes nuls               | Votes nuls               | 253          | 0,67         | 834         | 2,32        |
| Total                    | Total                    | Total                    | Total                    | 37 985       | 100          | 35 960      | 100         |
| Abstention               | Abstention               | Abstention               | Abstention               | 38 242       | 50,17        | 40 289      | 52,84       |
| Inscrits / participation | Inscrits / participation | Inscrits / participation | Inscrits / participation | 76 227       | 49,83        | 76 249      | 47,16       |

#### Cinquième circonscription
Député sortant : Denis Masséglia (La République en marche).
| Candidat                 | Candidat                 | Parti et coalition       | Nuance                   | Premier tour | Premier tour | Second tour | Second tour |
| Candidat                 | Candidat                 | Parti et coalition       | Nuance                   | Voix         | %            | Voix        | %           |
| ------------------------ | ------------------------ | ------------------------ | ------------------------ | ------------ | ------------ | ----------- | ----------- |
|                          | Denis Masséglia          | LREM (ENS)               | ENS                      | 11 073       | 31,63        | 19 395      | 60,76       |
|                          | Christophe Airaud,       | LFI (NUPES)              | NUP                      | 8 039        | 22,96        | 12 525      | 39,24       |
|                          | Jacquelin Ligot          | SE (UDC)                 | DVD                      | 6 472        | 18,48        |             |             |
|                          | Sigline de Campeau       | RN                       | RN                       | 4 588        | 13,10        |             |             |
|                          | Jean-Michel Debarre,     | LREM diss.               | DVC                      | 2 150        | 6,14         |             |             |
|                          | Valérie Gorioux          | REC                      | REC                      | 1 025        | 2,93         |             |             |
|                          | Frédéric Guyard          | DLF (UPF)                | DSV                      | 719          | 2,05         |             |             |
|                          | Didier Testu             | LO                       | DXG                      | 524          | 1,50         |             |             |
|                          | Hervé Fusil              | PA                       | ECO                      | 423          | 1,21         |             |             |
|                          |                          |                          |                          |              |              |             |             |
| Votes valides            | Votes valides            | Votes valides            | Votes valides            | 35 013       | 97,24        | 31 920      | 92,70       |
| Votes blancs             | Votes blancs             | Votes blancs             | Votes blancs             | 722          | 2,01         | 1 749       | 5,08        |
| Votes nuls               | Votes nuls               | Votes nuls               | Votes nuls               | 273          | 0,76         | 766         | 2,22        |
| Total                    | Total                    | Total                    | Total                    | 36 008       | 100          | 34 435      | 100         |
| Abstention               | Abstention               | Abstention               | Abstention               | 43 412       | 54,66        | 45 011      | 56,66       |
| Inscrits / participation | Inscrits / participation | Inscrits / participation | Inscrits / participation | 79 420       | 45,34        | 79 446      | 43,34       |

#### Sixième circonscription
Députée sortante : Nicole Dubré-Chirat (La République en marche).
| Candidat                 | Candidat                 | Parti et coalition       | Nuance                   | Premier tour | Premier tour | Second tour | Second tour |
| Candidat                 | Candidat                 | Parti et coalition       | Nuance                   | Voix         | %            | Voix        | %           |
| ------------------------ | ------------------------ | ------------------------ | ------------------------ | ------------ | ------------ | ----------- | ----------- |
|                          | Nicole Dubré-Chirat      | LREM (ENS)               | ENS                      | 14 074       | 31,04        | 24 616      | 57,60       |
|                          | Tassadit Amghar,         | LFI (NUPES)              | NUP                      | 12 596       | 27,78        | 18 120      | 42,40       |
|                          | Pie-Louis Lecluse        | RN                       | RN                       | 7 229        | 15,94        |             |             |
|                          | Bernadette Humeau        | AC (ÉMP)                 | DVC                      | 5 550        | 12,24        |             |             |
|                          | Geneviève Gaillard       | LR (UDC)                 | LR                       | 1 894        | 4,18         |             |             |
|                          | Marie Durand             | REC                      | REC                      | 1 335        | 2,94         |             |             |
|                          | Bruno Ciofi              | RES                      | DIV                      | 1 108        | 2,44         |             |             |
|                          | Lydie Crevenna           | DLF (UPF)                | DSV                      | 936          | 2,06         |             |             |
|                          | Yann Le Diagon           | LO                       | DXG                      | 625          | 1,38         |             |             |
|                          |                          |                          |                          |              |              |             |             |
| Votes valides            | Votes valides            | Votes valides            | Votes valides            | 45 347       | 96,47        | 42 736      | 92,81       |
| Votes blancs             | Votes blancs             | Votes blancs             | Votes blancs             | 1 197        | 2,55         | 2 102       | 4,56        |
| Votes nuls               | Votes nuls               | Votes nuls               | Votes nuls               | 463          | 0,98         | 1 211       | 2,63        |
| Total                    | Total                    | Total                    | Total                    | 47 007       | 100          | 46 049      | 100         |
| Abstention               | Abstention               | Abstention               | Abstention               | 51 365       | 52,22        | 52 351      | 53,20       |
| Inscrits / participation | Inscrits / participation | Inscrits / participation | Inscrits / participation | 98 372       | 47,78        | 98 400      | 46,80       |

#### Septième circonscription
Député sortant : Philippe Bolo (MoDem).
| Candidat                 | Candidat                 | Parti et coalition       | Nuance                   | Premier tour | Premier tour | Second tour | Second tour |
| Candidat                 | Candidat                 | Parti et coalition       | Nuance                   | Voix         | %            | Voix        | %           |
| ------------------------ | ------------------------ | ------------------------ | ------------------------ | ------------ | ------------ | ----------- | ----------- |
|                          | Philippe Bolo            | MoDem (ENS)              | ENS                      | 16 333       | 40,81        | 20 865      | 55,56       |
|                          | Guillaume Jouanneau,     | PS (NUPES)               | NUP                      | 12 136       | 30,32        | 16 692      | 44,44       |
|                          | Aurore Lahondès          | RN                       | RN                       | 6 039        | 15,09        |             |             |
|                          | Barbara Mazières         | REC                      | REC                      | 1 654        | 4,13         |             |             |
|                          | Abderrazak Guerbaa       | EAC                      | ECO                      | 1 375        | 3,44         |             |             |
|                          | Stéphane Trottier        | LMR                      | DVD                      | 976          | 2,44         |             |             |
|                          | Régis Crespin            | DLF (UPF)                | DSV                      | 875          | 2,19         |             |             |
|                          | Céline L'Huillier        | LO                       | DXG                      | 634          | 1,58         |             |             |
|                          |                          |                          |                          |              |              |             |             |
| Votes valides            | Votes valides            | Votes valides            | Votes valides            | 40 022       | 97,18        | 37 557      | 94,04       |
| Votes blancs             | Votes blancs             | Votes blancs             | Votes blancs             | 860          | 2,09         | 1 707       | 4,27        |
| Votes nuls               | Votes nuls               | Votes nuls               | Votes nuls               | 300          | 0,73         | 672         | 1,68        |
| Total                    | Total                    | Total                    | Total                    | 41 182       | 100          | 39 936      | 100         |
| Abstention               | Abstention               | Abstention               | Abstention               | 41 688       | 50,31        | 42 941      | 51,81       |
| Inscrits / participation | Inscrits / participation | Inscrits / participation | Inscrits / participation | 82 870       | 49,69        | 82 877      | 48,19       |